# Chevrolet HHR
Pour les articles homonymes, voir HHR.
La Chevrolet HHR est un véhicule du constructeur automobile américain Chevrolet vendu entre 2005 et 2011.

## Conception
La conception du véhicule a été inspirée par les voitures et pick-ups Chevrolet de la fin des années 1940 / début des années 1950, en particulier les Chevrolet Suburban et les pick-ups Advance Design de 1947, avec de grandes élargisseurs d'ailes carrées et une calandre hémisphérique. La conception de la HHR a été attribuée à Bryan Nesbitt qui était un ancien concepteur de chez Chrysler où il était le concepteur principal de la Chrysler PT Cruiser. Nesbitt a été recruté par GM pour rejoindre son équipe de conception et a servi pendant un certain temps en tant que concepteur en chef de la marque Chevrolet. La HHR avait une capacité de chargement de 62,7 pieds cubes (1,78 m3). Tous les modèles avaient un plancher de chargement plat (les modèles pour passagers avaient une banquette divisée 60/40) et un siège passager avant rabattable. Pour l'année modèle 2007, elle était disponible en cinq niveaux de finition; LS, LT, 2LT et Special Edition. Une variante fourgon à panneaux a également été mise à disposition en 2007 uniquement pour la version LT et est devenue disponible à tous les niveaux de finition en 2008. Une option "Half Panel" (code RPO AA5) qui supprimé la lunette arrière était disponible à partir des années modèle 2008-2010.

## Assemblage et vente
La HHR été assemblée à Ramos Arizpe, au Mexique, et était disponible à la vente dans toute l'Amérique du Nord. La HHR a également été exportée au Japon par le biais de l'unité commerciale des véhicules à moteur de Mitsui. Les acheteurs japonais étaient tenus de payer des taxes annuelles en raison de la cylindrée du moteur et des dimensions de la largeur qui n'étaient pas conformes aux réglementations relatives aux dimensions de la "classe compacte" imposées par le gouvernement japonais. Les ventes de la première année ont dépassé 93 000 jusqu'en juin 2006[réf. nécessaire]. La HHR était partiellement disponible en Europe et est maintenant remplacée par le Chevrolet Orlando. Début 2009, la Chevrolet HHR a été retirée de la gamme mexicaine en raison de ventes médiocres.

## SS Turbocompressée
En octobre 2006, Cheryl Catton, directrice du marketing automobile et de l'intégration au détail pour Chevrolet, a confirmé qu'une variante haute performance de la HHR serait construite. Le véhicule devait sortir avec le nom SS pour l'année modèle 2008 et utiliser le moteur Ecotec LNF turbocompressé que l'on trouve sur la Pontiac Solstice GXP et la Saturn Sky Red Line.
Le 16 août 2007, Chevrolet a officiellement dévoilé la Chevrolet HHR SS de 2008 avec turbocompresseur lors de la Woodward Dream Cruise à Birmingham, Michigan,. Elle a été créée par la division Performance de GM et présentée comme modèle de 2008 à l'automne 2007. La SS turbocompressée est doté d'un moteur quatre cylindres en ligne Ecotec LNF turbocompressé de 2,0 L (120 pouces cubes) et d'un refroidisseur intermédiaire qui produit 260 ch (190 kW) (235 ch (175 kW) avec la boîte automatique 4 vitesses en option), une suspension haute performance adaptée à la course, une transmission manuelle à cinq vitesses avec levier de vitesses à course courte, des freins à disque antiblocage aux quatre roues de série, des effets au sol avec carénages avant et arrière uniques, une calandre noire croisée et agressive, un becquet aérodynamique monté sur le hayon, un titane analogique monté sur le montant A, une jauge de suralimentation, un volant gainé de cuir avec commandes audio montées et des roues uniques en aluminium poli de 460 mm (18 po). 
Chevrolet a également présenté le concept HHR SS Panel le 30 octobre 2007 au salon SEMA 2007,. Cela a été transformée en un modèle de production pour l'année modèle 2009.
Le modèle SS a été retiré du marché après l'année modèle 2010 en raison de la fermeture de la division GM Performance, également connue sous le nom de GM High Performance Vehicle Operations (HPVO) Group. De plus, GM a éliminé tous les badges GM des portes avant pour l'année modèle 2010.5, y compris sur la Chevrolet HHR[réf. nécessaire].
Au quatrième trimestre de 2010, Chevrolet a annoncé que la HHR serait abandonnée après l'année modèle 2011, les dernières HHR étant disponibles chez les concessionnaires de fin janvier à début février. Les HHR étaient également disponibles pour la commande de flotte jusqu'en mai 2011.

## Changements d'une année à l'autre
- 2007 : Lancement de la HHR Panel. Destiné à un usage commercial, les vitres latérales arrière et les sièges arrière sont supprimés et un espace de stockage supplémentaire au sol est offert[11]. Le moteur LE5 2.4 a été retravaillé pour plus de puissance tout en conservant la même économie de carburant. Le moteur L61 2,2 L a subi d'importantes améliorations internes, notamment un bloc Gen II plus résistant et une culasse révisée (ports d'échappement élargis) ainsi que la conception de l'arbre à cames (durée de soupape d'échappement accrue). Le moteur est également passé d'un allumage par étincelle gaspillé à un allumage à bobine sur fiche individuel. Le moteur amélioré était contrôlé par un nouvel ECM 32 bits (E37). Ces changements augmentent légèrement la puissance et conservent une économie de carburant similaire. Intérieur Ebony maintenant disponible.
- 2008 : Introduction du nouveau modèle "SS". "Half Panel" code RPO AA5, option pour suppression de la lunette arrière, ajoutée. Système de surveillance de la pression des pneus maintenant de série (sauf au Canada). OnStar de GM était désormais également inclus avec chaque modèle. Le contrôle électronique de stabilité est disponible en option. Quatre nouvelles couleurs extérieures disponibles[11].
- 2009 : Le Flex-Fuel (E85) a été ajouté aux moteurs 2.2 et 2.4[12]. Le moteur 2.2 est désormais livré avec le Variable Valve Timing (VVT). L'intérieur a été légèrement modifié: les interrupteurs de commande des lève-vitres électriques ont été déplacés du tableau de bord central inférieur vers la porte côté conducteur plus traditionnelle; l'éclairage intérieur au plafond a été amélioré; la stéréo AM / FM avec port USB est désormais disponible en option sur les modèles LT / SS[13]. Les airbags rideaux latéraux et le contrôle électronique de la stabilité sont désormais de série sur tous les modèles (sauf au Canada).
- 2010 : GM a éliminé tous les badges GM des portes avant au milieu de l'année-modèle (2010.5). 3 nouvelles couleurs de peinture ajoutées (8 au total), contre 10 options de couleur en 2009. Les airbags rideaux latéraux et le contrôle électronique de la stabilité sont maintenant de série pour les modèles canadiens. Dernière année pour le "Half Panel" code RPO AA5, option pour suppression de la lunette arrière.
- 2011 : Arrêt du modèle SS. Intérieur Cashmere retiré des options.

## Moteurs
Le Flex-Fuel (E85) a été ajouté aux moteurs 2.2 et 2.4 pour l'année modèle 2009; ce sont les premiers moteurs quatre cylindres flex-fuel de GM en Amérique du Nord.

## Sécurité
Lors des tests de l'Insurance Institute for Highway Safety (IIHS), la HHR a obtenu une note globale «Good» au test de collision frontale décalée et une note «Acceptable» en matière de chocs latéraux sur les modèles équipés d'airbags rideaux. Les airbags rideaux sont devenus la norme pour les modèles de 2008. Cependant, les coussins gonflables pour le torse n'ont jamais été mis à disposition.

## Ventes
| Année civile | Ventes aux États-Unis |
| ------------ | --------------------- |
| 2005         | 41,011                |
| 2006         | 101,298               |
| 2007         | 105,175               |
| 2008         | 96,053                |
| 2009         | 70,842                |
| 2010         | 75,401                |
| 2011         | 37,012                |
| 2012         | 21                    |
| Total        | 526,813               |